# Hundertundein Dalmatiner
Hundertundein Dalmatiner ist der deutsche Titel eines 1956 erschienenen Buches von Dodie Smith (englischer Originaltitel: The Hundred and One Dalmatians, or the Great Dog Robbery). Die darin erzählte Geschichte erlangte in der von Walt Disney abgeänderten Buchversion ebenso wie durch darauf basierende Comics und verschiedene Verfilmungen beziehungsweise als Fernsehserie weltweite Bekanntheit. Die erste und bislang einzige deutschsprachige Ausgabe in der Übertragung von Wilhelm Höck mit Zeichnungen von Jochen Bartsch wurde 1958 im Süddeutschen Verlag, München, veröffentlicht. 

## Originalinhalt
Die Hauptfiguren des Originalbuches sind das Dalmatinerpaar Pongo (benannt nach dem Hund der Autorin) und Missis Pongo mit ihren jungverheirateten Besitzern Mr. und Mrs. Dearly und dem Dalmatinerweibchen Perdita. Eine Schulfreundin von Mrs. Dearly, die extravagante Cruella de Vil, lässt in ihrem Wunsch, einen Mantel aus Dalmatinerfell zu bekommen, u. a. den ersten Wurf von 15 Welpen stehlen. Daraufhin beginnt die von allerlei Abenteuern durchsetzte Suche von Pongo und Missis Pongo, zu denen später die ebenfalls nach ihrem Nachwuchs suchende Hundemutter Perdita stößt. 
Die titelgebende Zahl „101“ wird in dieser Version erst in einem Unterkapitel erwähnt.

## Disney-Version
Die von der Walt Disney Company verfilmte (und so allgemein bekanntere) Version setzt früher – vor der Heirat der Hunde und der Hundebesitzer – ein und ist im Plot etwas vereinfacht, da die Figuren von Missis Pongo und Perdita zur Figur Perdita verschmelzen, die Pongo heiratet. Die weitere Abfolge ist im Wesentlichen vergleichbar, charakteristisch sind auch hier die böse Cruella de Vil und die wenig ausgeprägte Intelligenz der handelnden Menschen.

## Verfilmungen
- 1961: 101 Dalmatiner (engl. One Hundred and One Dalmatians, Zeichentrick)
- 1996: 101 Dalmatiner (engl. 101 Dalmatians, Spielfilm)

Fortsetzung
- 2000: 102 Dalmatiner (engl. 102 Dalmatians, Spielfilm)
- 2003: 101 Dalmatiner Teil 2 – Auf kleinen Pfoten zum großen Star! (engl. 101 Dalmatians II: Patch’s London Adventure, Zeichentrick)

Fernsehserie
- 1997: 101 Dalmatiner (Zeichentrick)